# Université de Klagenfurt

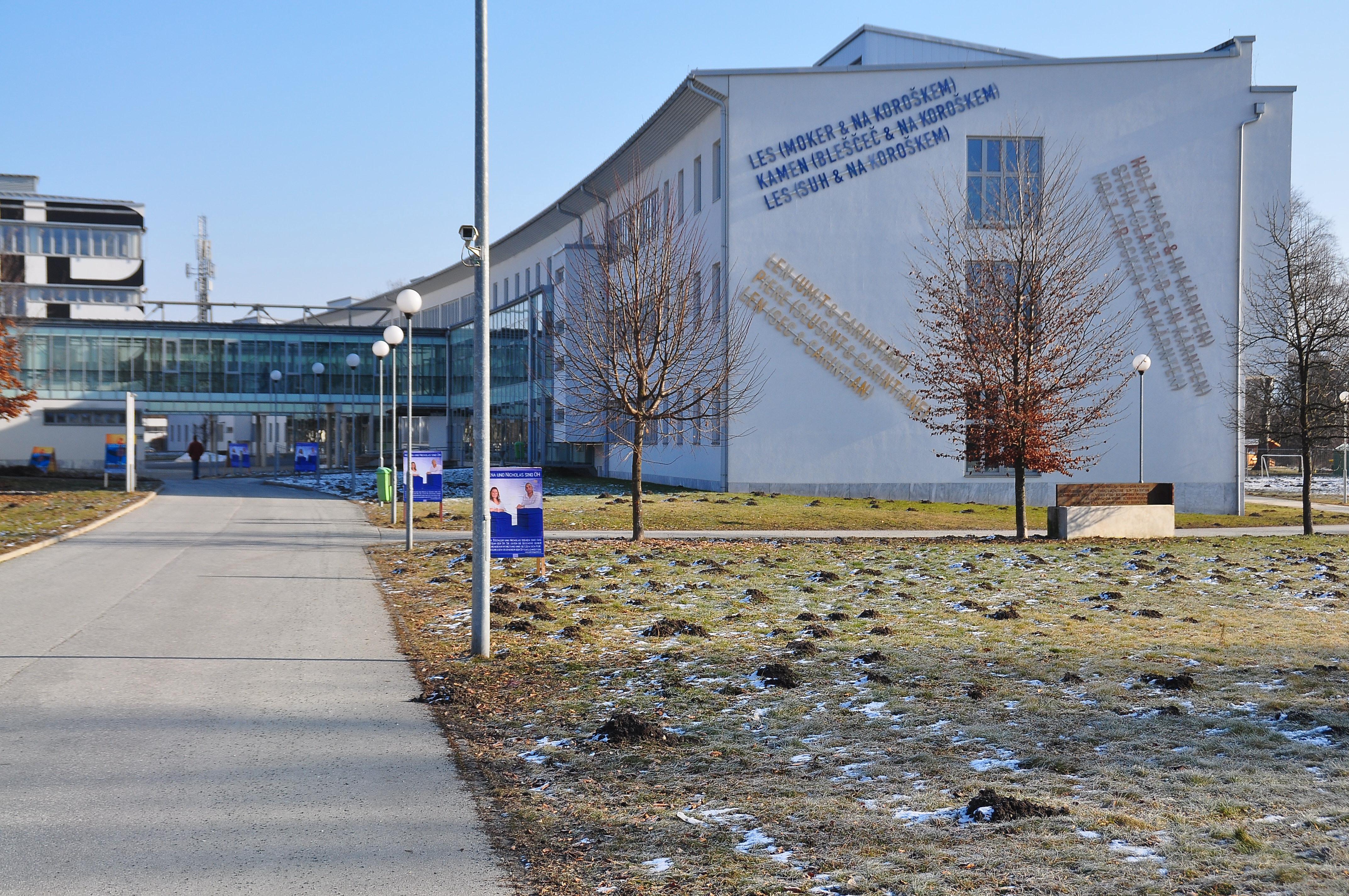
L'université côté ouest

L'université de Klagenfurt (en allemand : Universität Klagenfurt ou Alpen-Adria-Universität Klagenfurt) est une université autrichienne située à Klagenfurt.

## Docteurshonoris causa
- Hans Albert (2007)
- Manfred Bockelmann (2013)
- Joseph Buttinger (1977)
- Peter Eichhorn (2003)
- Helmut Engelbrecht (1998)
- Hertha Firnberg (1980)
- Adolf Frisé (1982)
- Gerda Fröhlich (1995)
- Manfred Max Gehring (1992)
- Ernst von Glasersfeld (1997)
- Michael Guttenbrunner (1994)
- Maja Haderlap (2012)
- Peter Handke (2002)
- Adolf Holl (2000)
- Sigmund Kripp (1998)
- Maria Lassnig (1999 / 2013)[1]
- Claudio Magris (1995)
- Valentin Oman (1995)
- Paul Parin (1995)
- Wolfgang Petritsch (2013)
- Theodor Piffl-Perčević (1977)
- Janko Pleterski (2005)
- Wolfgang Puschnig (2004)
- Josef Rattner (2006)
- Siegfried J. Schmidt (2004)
- Klaus Tschira (1995)
- Peter Turrini (2010)
- Oswald Wiener (1995)
- Horst Wildemann (2003)
- Josef Winkler (2009)

## Anciens élèves
- Sylvia Sperandio